# 本田陵線
本田陵線（Honda Ridgeline，又譯為陵線）是日本本田車廠生產的中型運動貨卡車（Sport Utility Truck, SUT），於2005年3月時在北美市場上市，並獲得不錯的銷售反應。Ridgeline是本田的北美部門針對當地市場所開發的車系，全車在其位於加拿大安大略的工廠生產，並與Acura MDX、CSX、Honda Civic、Civic Si等北美市場用車型共用生產線。Ridgeline曾當選2006年北美年度風雲車和加拿大年度風雲車卡車類冠軍。

## 圖集

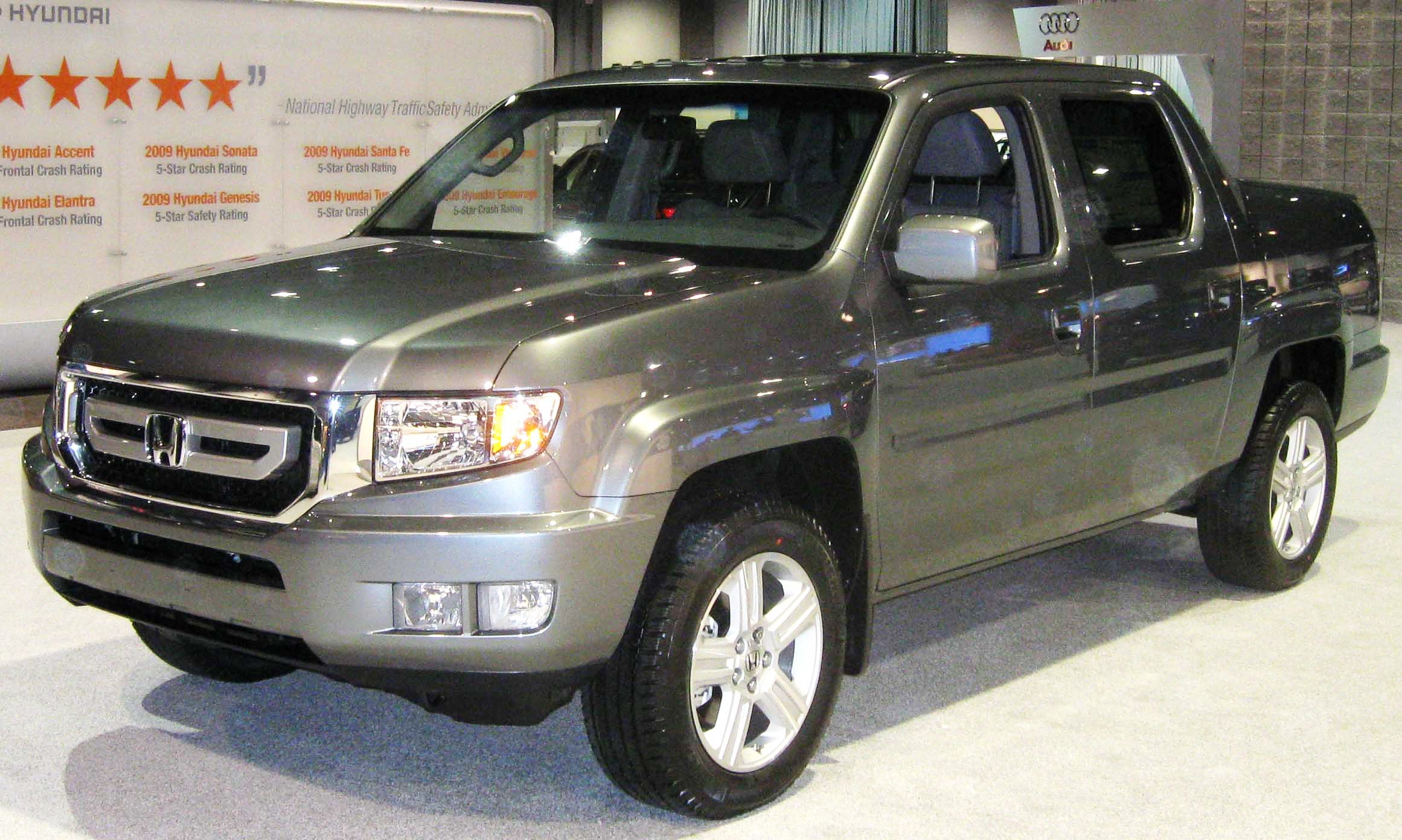
第一代 (2009)
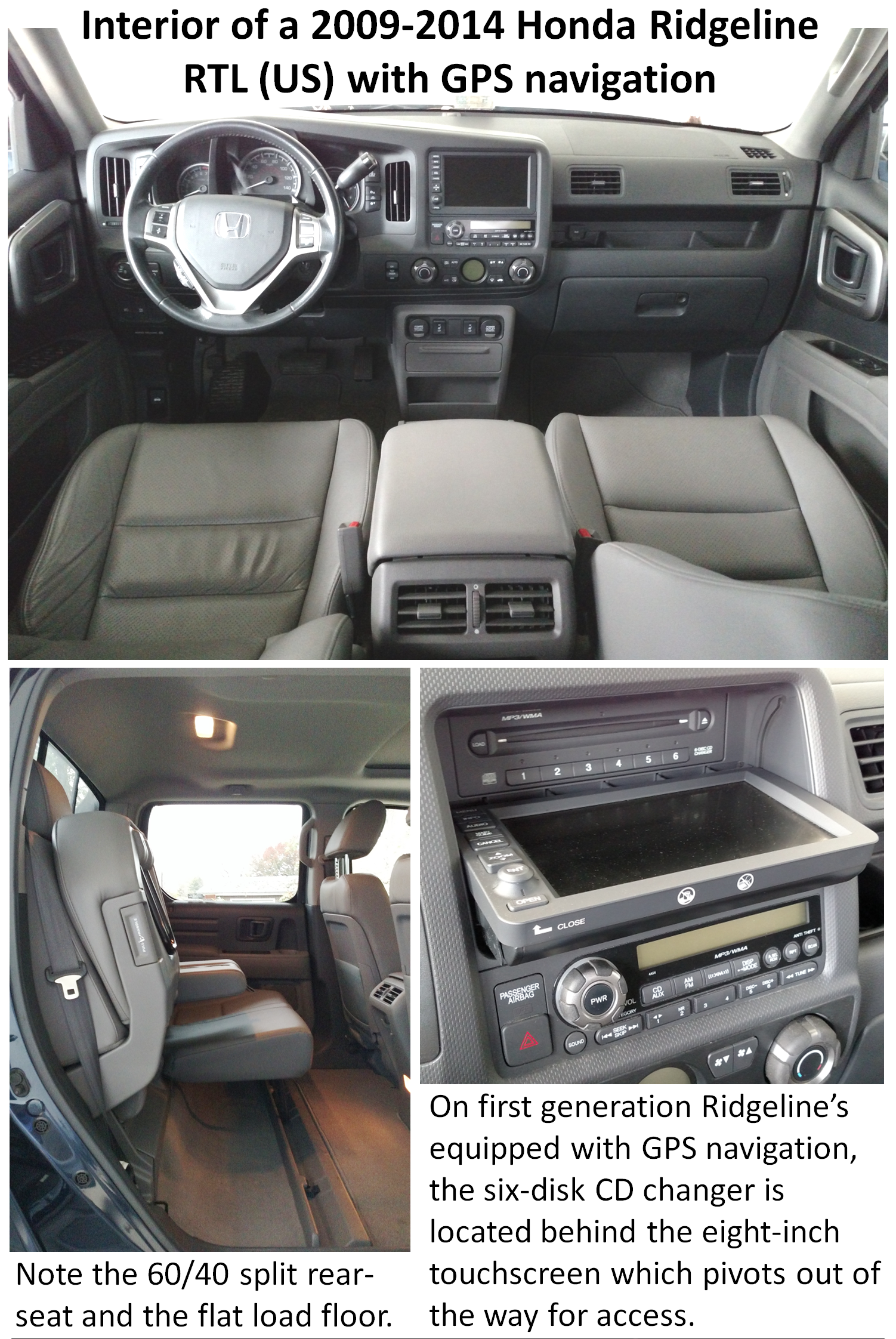
搭載液晶螢幕的內裝
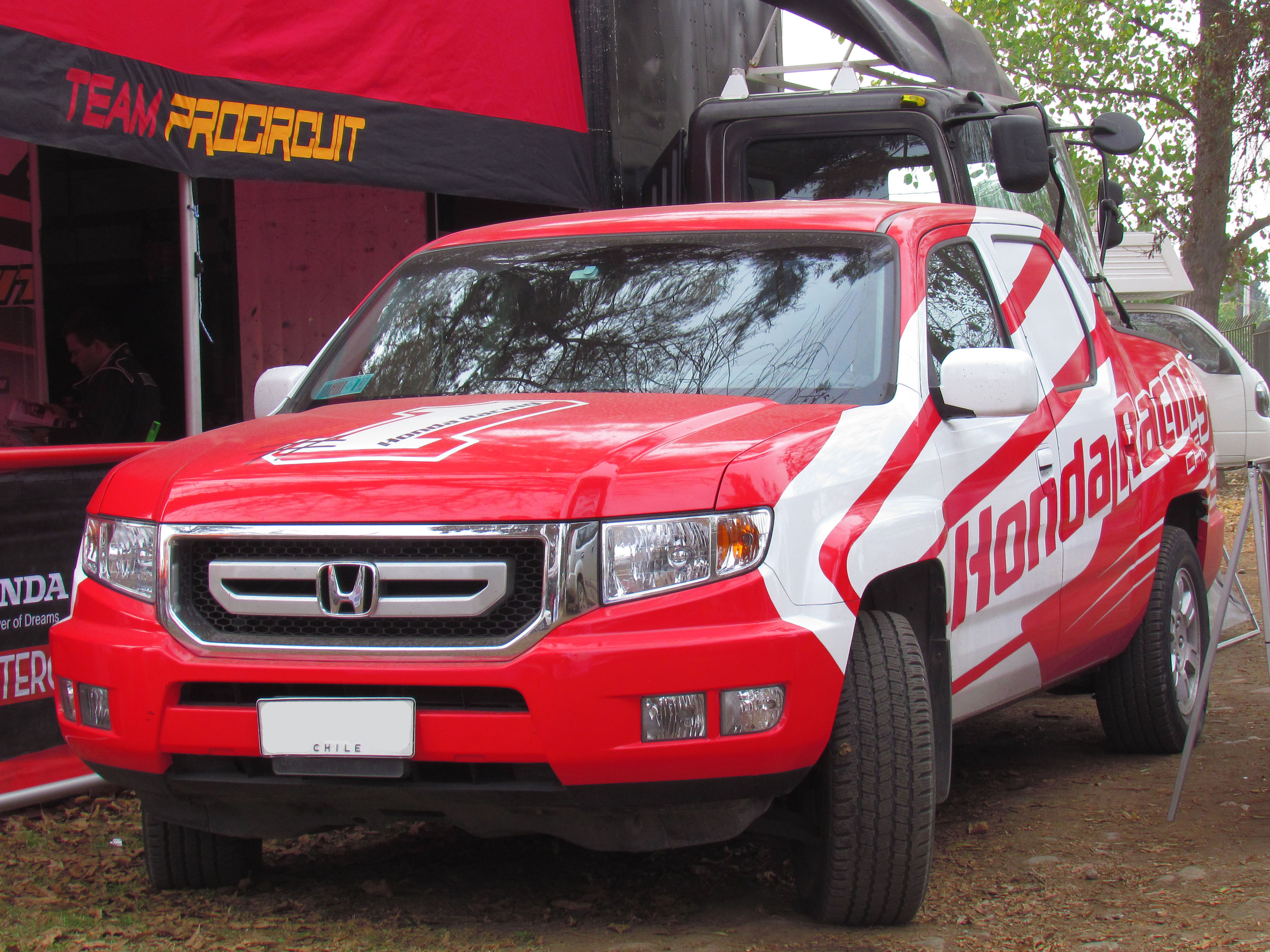
彩繪車
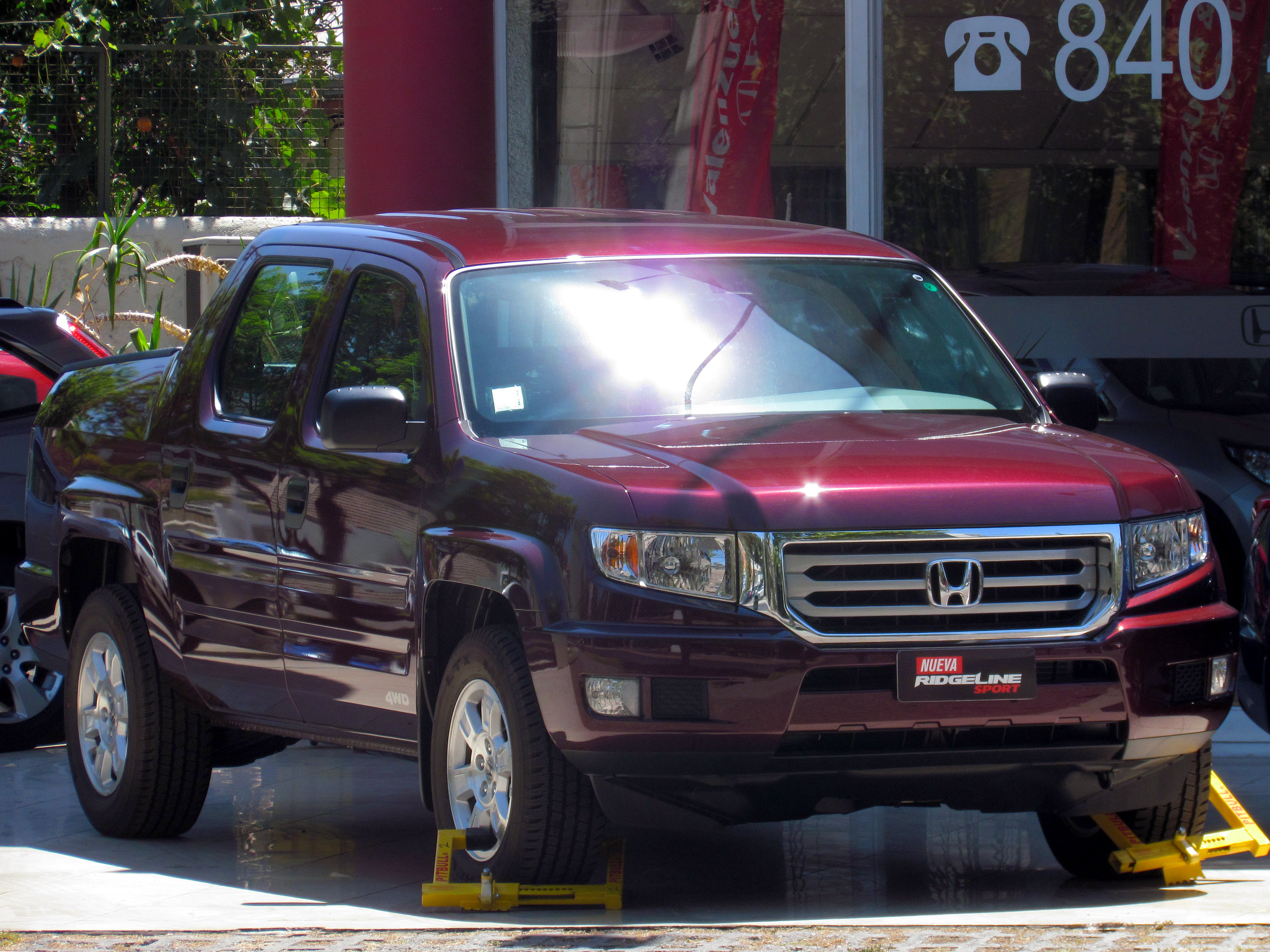
一代車的北美版
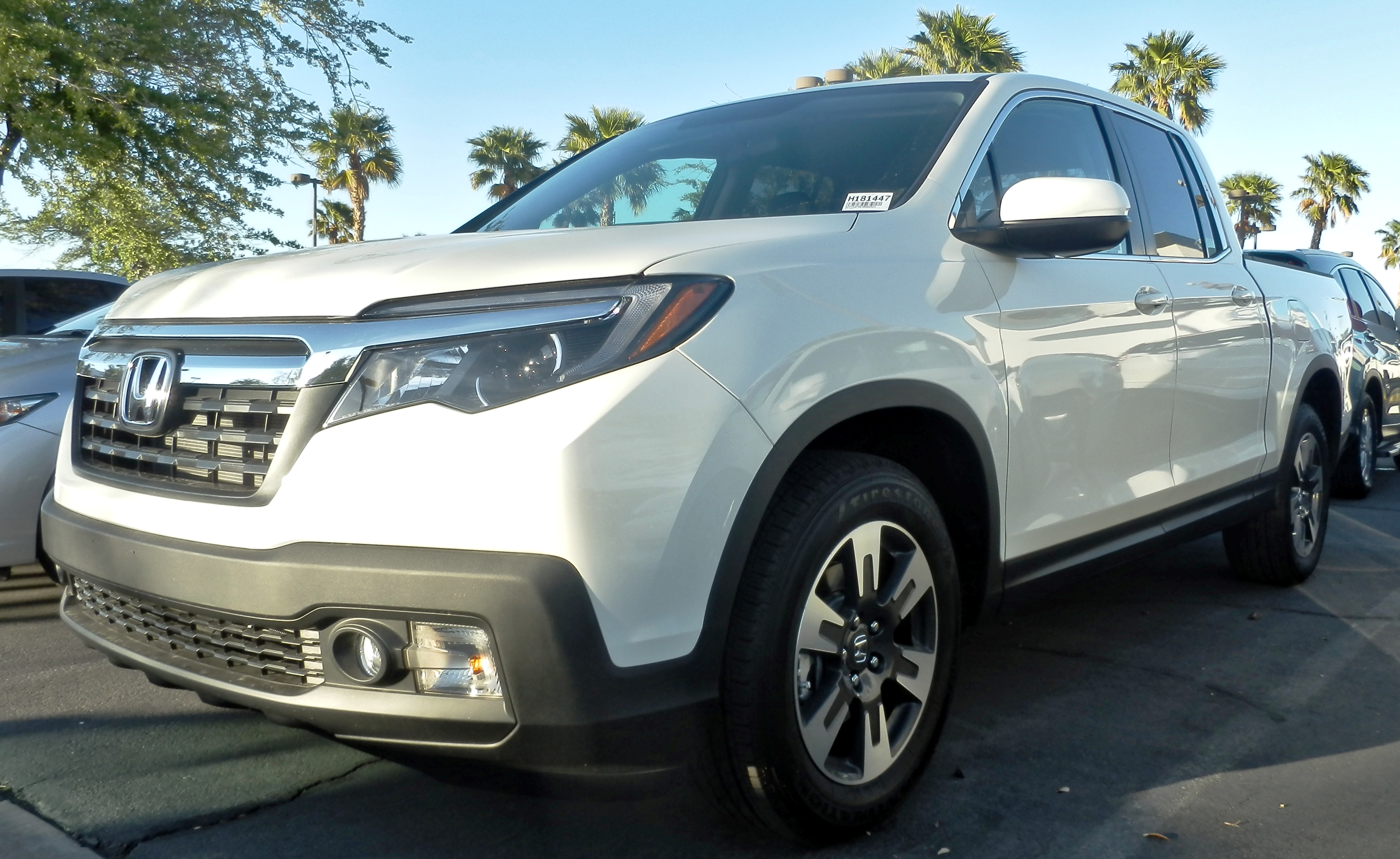
第二代(2017)
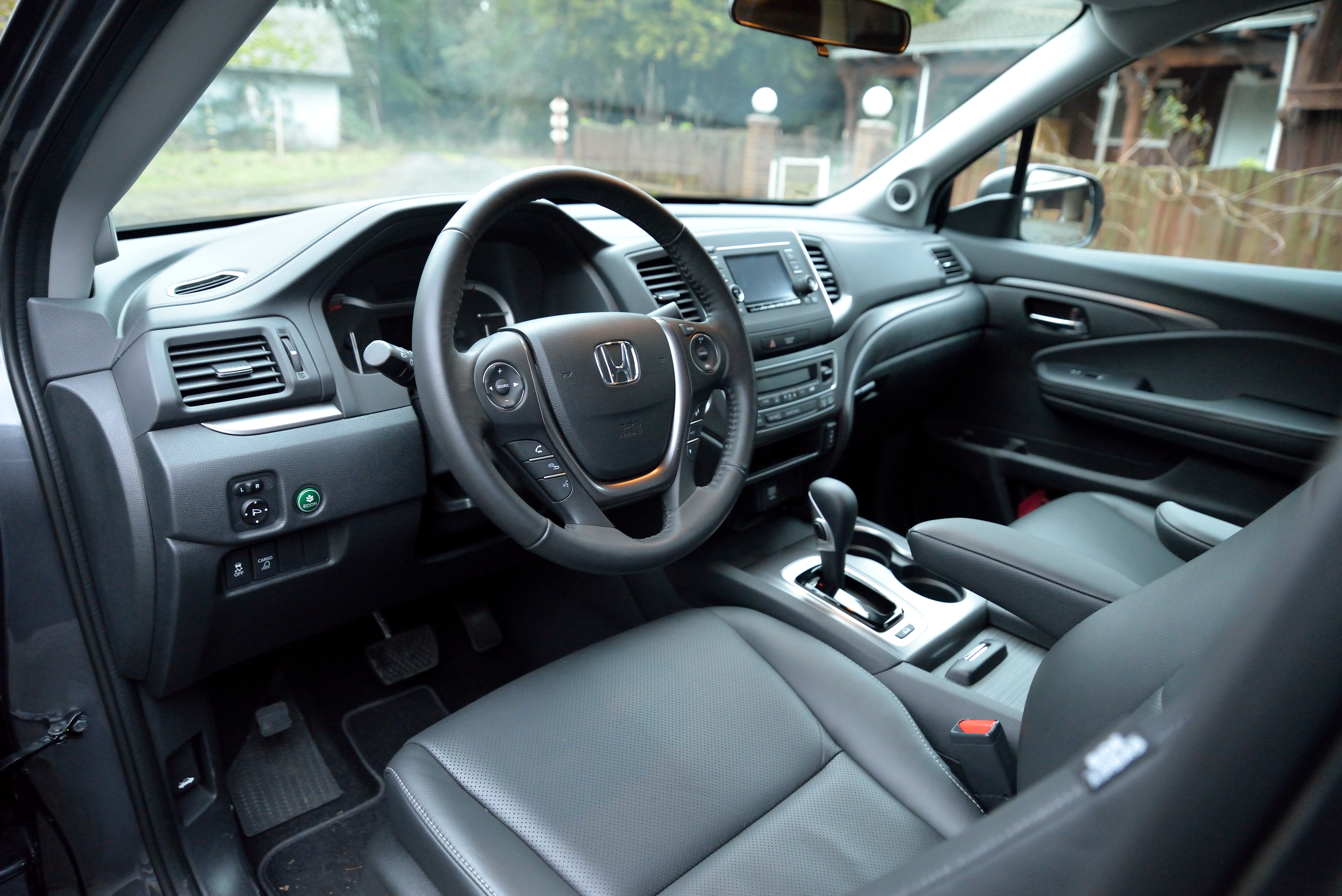
二代內裝

## 外部連結
- Honda Ridgeline Modification Discussion Forum
- Official Honda website for Ridgeline
- Honda Ridgeline Owners Club （页面存档备份，存于）
- Honda Names All-New 4-Door 4WD Truck 'Ridgeline' （页面存档备份，存于）
- Edmunds.com Long-Term Test
- SCORE Honda Ridgeline （页面存档备份，存于）
- In depth Review of the 2005 Honda Ridgeline （页面存档备份，存于）
- Ridgeline Revenge Upgrade （页面存档备份，存于）
- 08 Ridgeline Virtual Catalog （页面存档备份，存于）
- Ridgeline Owner's Blog with MPG, accessories, maintenance and more